# تئاتر سوئد
تئاترِ سوئد Swedish Theatre (سوئدی: Svenska Teatern) یک تئاتر سوئدی زبان در هلسینکی فنلاند است و در میدان اِرُت‌تایا (سوئدی: Skillnaden)، در انتهای اسپلانادی (سوئدی: Esplanaden) قرار دارد. این تئاتر، نخستین تئاتر ملیِ فنلاند بود.

## تاریخ
در آغاز قرن ۲۰، بیشتر کارگردانان این تئاتر و بسیاری از بازیگران آن سوئدی بودند. در سال ۱۹۱۵، تصمیم بر این شد که تئاتر باید به یک صحنهٔ ملی برای تئاتر فنلاند-سوئد تبدیل شود. در همان دوران در سال ۱۹۰۸، این تئاتر یک مدرسهٔ تئاترِ نوین را تاسیس کرد.
بسیاری از قطعه‌های موسیقیِ صحنه‌ای ژان سیبلیوس، نخستین بار در این تئاتر اجرا شد، از جمله نسخهٔ اولیهٔ فنلاند در نوامبر ۱۸۹۹.